# Hongkong-Film
Der Hongkong-Film (chinesisch 香港電影 / 香港电影, auch 港產片 / 港产片) bildet neben den in Festlandchina und in Taiwan produzierten Filmen eine der drei Säulen des chinesischen Films. Hongkong-Filme nehmen bisher in der Entwicklung chinesischer Filme oft eine Vorreiterrolle ein. Unter den chinesischsprachigen Filmen aus China, Taiwan und Singapur genießt der Hongkong-Film insbesondere durch seine Qualität sowohl beim heimischen als auch beim internationalen Publikum einen guten Ruf.

## Entwicklung
Als erster Film der Hongkonger Filmindustrie (香港電影業) gilt „Chuang Tzu Tests His Wife“ (莊子試妻 – „Zhuangzi prüft seine Frau“) von und mit Li Minwei (Lai Man-wai) aus dem Jahre 1913. In den Wirren des chinesischen Bürgerkriegs flüchteten viele Regisseure, vor allem linke oder sozial engagierte, vor den Kuomintang unter Chiang Kai-shek in die britische Kronkolonie Hongkong, was wesentlich zu Hongkongs späterer Bedeutung als asiatischer Filmmetropole beitrug. Bis zum Ende des Zweiten Weltkriegs stand die Filmproduktion in Hongkong aber klar im Schatten von Shanghai.
Angesichts der aggressiven Politik der Volksrepublik China und antikommunistischer Maßnahmen der Regierung der Kronkolonie verloren die exilierten linksgerichteten Filmemacher ab 1949 zunächst an Bedeutung. Stattdessen etablierte sich ein kommerzielles Kino, das weniger an gesellschaftlicher Avantgarde als an Unterhaltung und Rendite interessiert war. In den 1950er Jahren etablierten sich mit Shaw Brothers, Cathay Studio (國泰電影公司), Cathay Film Productions (國泰電影製片公司) und Golden Harvest die Konzerne, die das Hongkong-Kino bis zum Ende der neunziger Jahre bzw. zur Jahrtausendwende beherrschten und deren Namen heute noch bekannt sind.
Weltweiten Einfluss erlangte das Hongkong-Kino in den 1970er Jahren, als Martial-Arts-Filme in Europa und Amerika ein Publikum fanden. Von Cineasten wegen simpler Handlungsstrukturen geschmäht, boten sie ihren Fans eine im Westen bis dato unbekannte Vorführung von Körperbeherrschung. Bedeutendster Darsteller dieser ersten Welle von Kung-Fu-Filmen war Bruce Lee, der in kurzer Zeit zu einem Weltstar wurde. Sein Erbe wurde von Jackie Chan angetreten, bis heute einer der produktivsten Kungfu-Darsteller. Einer der einflussreichsten Regisseure und Produzenten ist Tsui Hark, der gemeinsam mit Ching Siu-Tung für Klassiker des Wuxia-Genre wie die Swordsman-Trilogie verantwortlich ist.
Während der 1990er Jahre führte die Asienkrise auch in der Filmindustrie Hongkongs zu einem Rückgang. Außerdem übernahm am 1. Juli 1997 die Volksrepublik China Hongkong als Sonderverwaltungszone von den Briten. Während dieser Zeit begannen viele Beteiligte verstärkt in Hollywood Filme zu machen, so Jackie Chan, John Woo oder Chow Yun-Fat. Als 2003 zwei der größten Filmstars starben – Leslie Cheung am 1. April, durch Selbstmord und Anita Mui am 30. Dezember, aufgrund einer Krebserkrankung – sprachen einige Pessimisten schon vom Untergang der Filmmetropole Hongkong. Um der Krise in der Filmindustrie zu begegnen, startete die Regierung Hongkongs im April 2003 den Film Guarantee Fund. Auf der Uferpromenade in Tsim Sha Tsui zeigt die Avenue of Stars Namen beliebter Filmstars. Mit der Trilogie „Infernal Affairs“ (2002, 2003, 2003) bewiesen Andrew Lau und Alan Mak, dass in Hongkong immer noch bahnbrechende Actionfilme entstehen können. 2006 drehte Martin Scorsese unter dem Titel The Departed ein Remake, das mehrere „Oscars“ gewann.
Das Genre Actionfilm hat in den 1990ern kräftige Impulse aus Hongkong erhalten. Dafür stehen Regisseure wie Johnnie To oder John Woo, der nach Hollywood gerufen wurde, um auch dort das Genre wiederzubeleben. Der Einfluss des Hongkong-Kinos auf Hollywood zeigt sich nicht zuletzt in Filmen wie Matrix, die sich an der Akrobatik des Hongkong-Kinos orientieren oder an Filmschaffenden wie Quentin Tarantino, die sich offen zu ihrer Vorliebe für den Hongkong-Film bekennen.
Trotz einer relativen Dominanz des reinen Unterhaltungskinos sind in den 1990er Jahren einige Filmemacher aus Hongkong mit anspruchsvollen Inhalten hervorgetreten. Neben Wong Kar-wai waren das vor allem Ann Hui und Fruit Chan oder auch Stanley Kwan.

## Bedeutende Regisseure (Auswahl)
| Jahr                               | Anzahl |
| ---------------------------------- | ------ |
| 1975                               | 109    |
| 1985                               | 105    |
| 1995                               | 154    |
| 2005                               | 55     |
| Quelle: Weltfilmproduktionsbericht |        |

- Alan Mak
- Andrew Lau
- Ann Hui
- Benny Chan
- Chang Cheh
- Ching Siu-Tung
- Chu Yuan
- Clara Law
- Derek Yee
- Fruit Chan
- John Woo
- Johnnie To
- King Hu
- Li Han-hsiang
- Mabel Cheung
- Michael Hui
- Ringo Lam
- Ronny Yu
- Stanley Kwan
- Tsui Hark
- Wong Kar-Wai
- Yon Fan
- Yuen Woo-ping

## Bekannte Schauspieler (Auswahl)
- Andy Lau
- Anita Mui
- Anthony Wong Chau-Sang
- Brigitte Lin
- Bruce Lee
- Carina Lau
- Chow Yun-Fat
- Danny Lee Sau-Yin
- Donnie Yen
- Eric Tsang
- Francis Ng
- Gordon Liu Chia Hui
- Jackie Chan
- Jacky Cheung
- Jet Li
- Lam Suet
- Leslie Cheung
- Louis Koo
- Maggie Cheung
- Michael Hui
- Michelle Yeoh
- Ricky Hui
- Sam Hui
- Sammo Hung
- Sandra Ng
- Sean Lau Ching-wan
- Simon Yam
- Stephen Chow
- Tony Leung Chiu Wai
- Tony Leung Ka-Fai
- Vivian Chow
- Wu Ma
- Yuen Biao
- Zhang Ziyi

## Galerie

Hong Kong Film Archive, historische Shaw Studios aka TV City – Umgebung
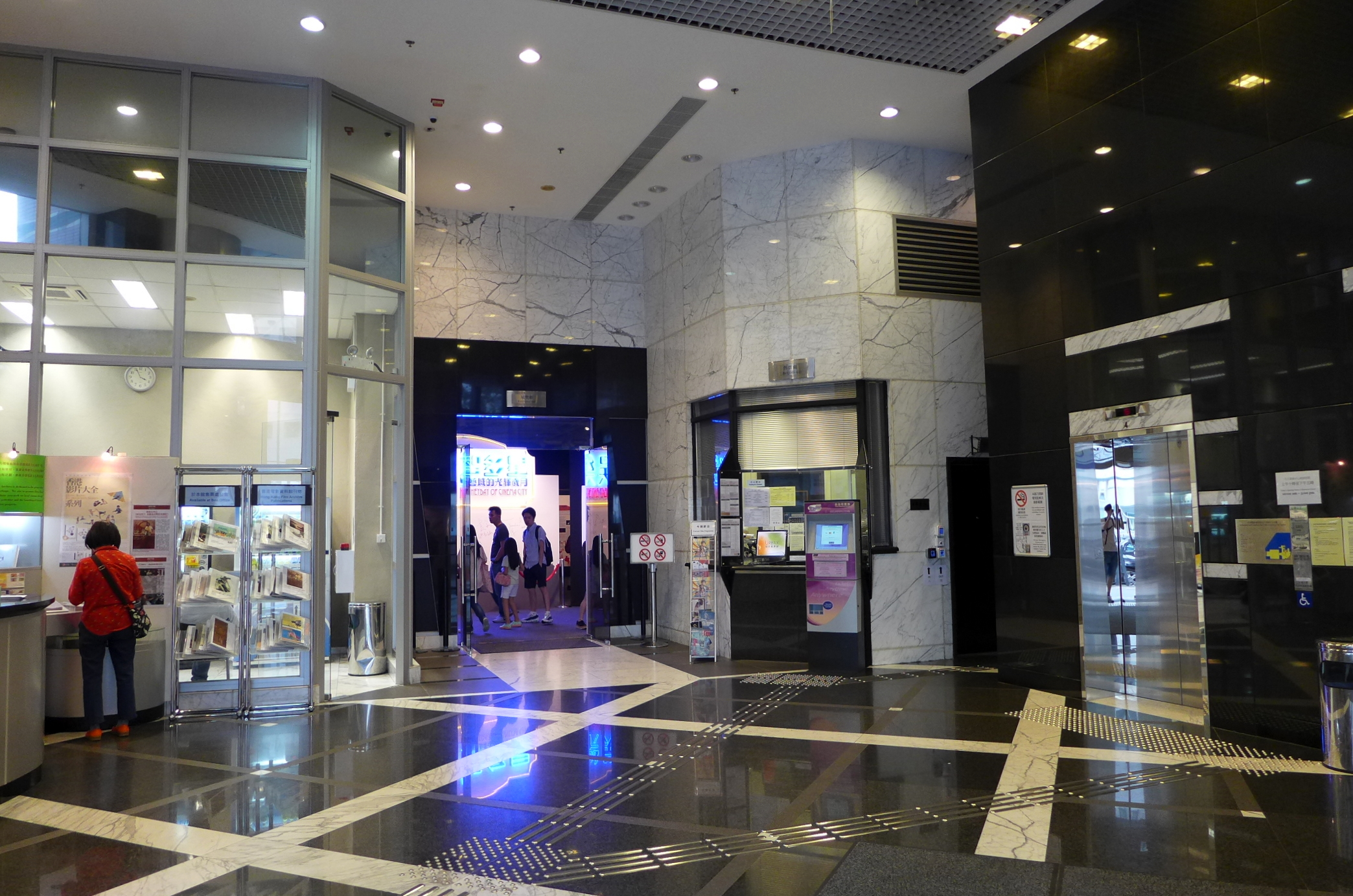
Hong Kong Film Archive[Fn 6], ⊙ – Innen, 2016
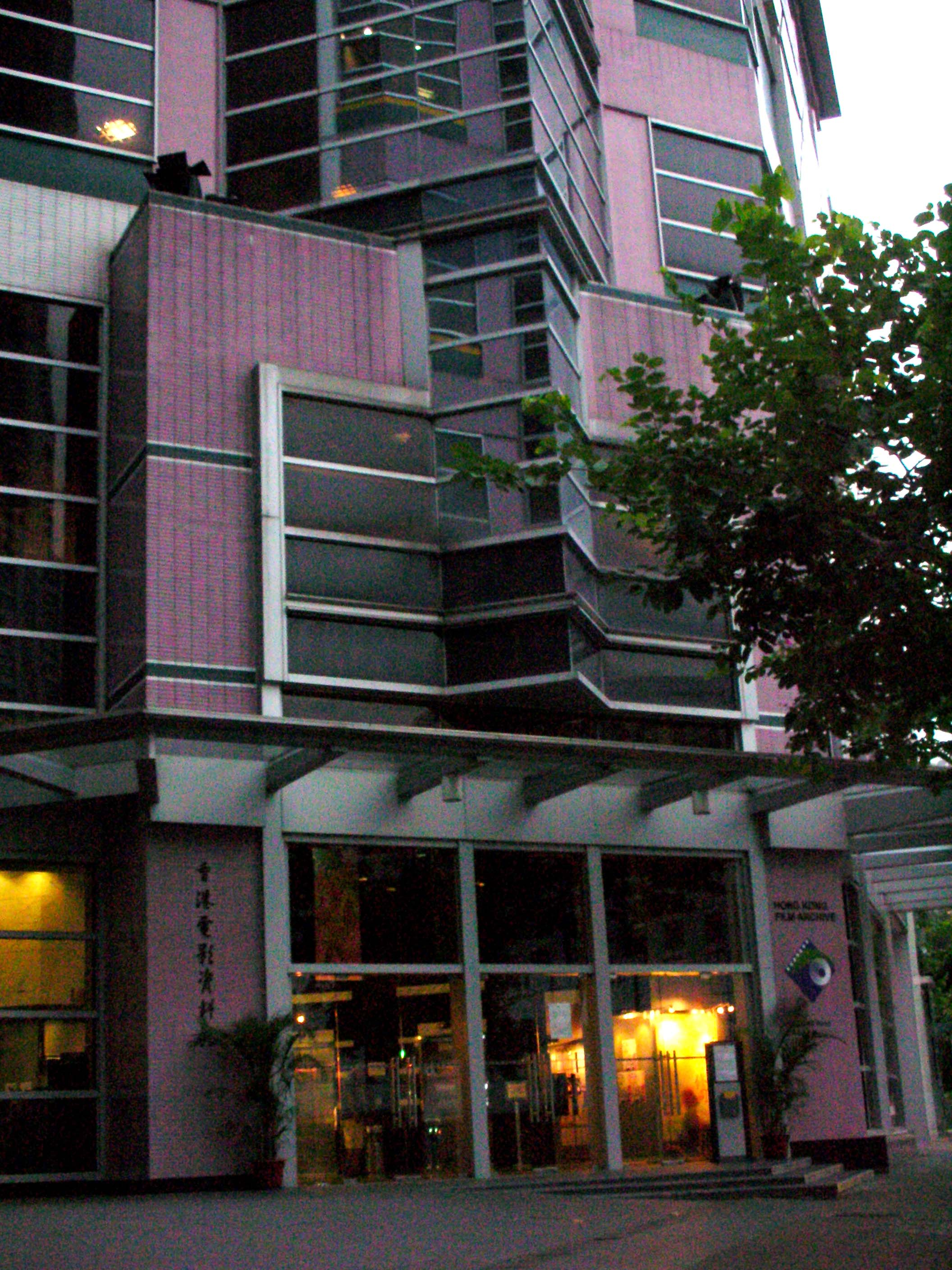
HKFA – Eingang, 2006
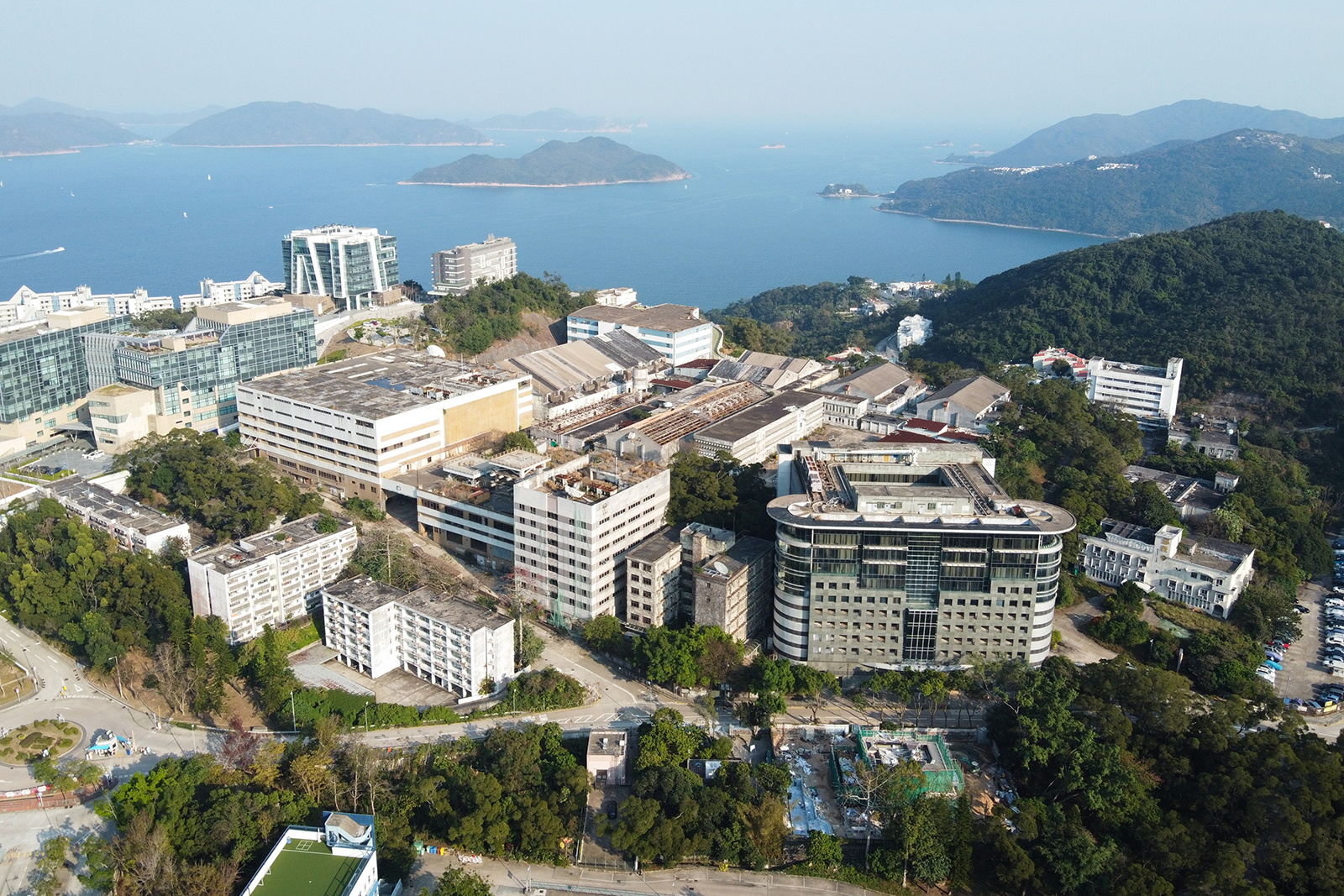
Hist. Shaw Studios[Fn 7], ⊙ – Luftansicht – später TV City, 2020
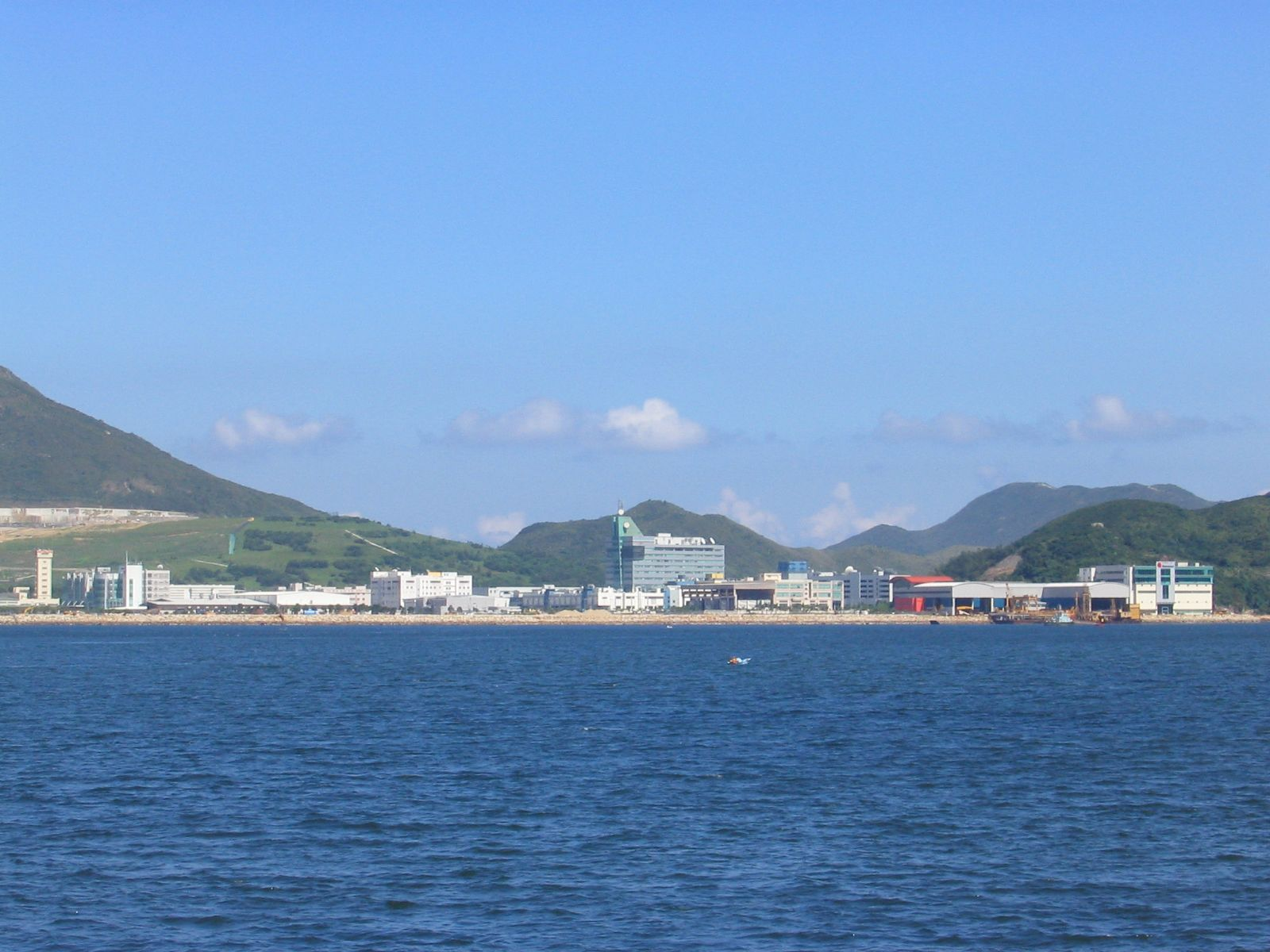
TVB City[Fn 8], ⊙ – Nachfolger der früheren TV City, 2006